# Griekenland op het Eurovisiesongfestival 2008

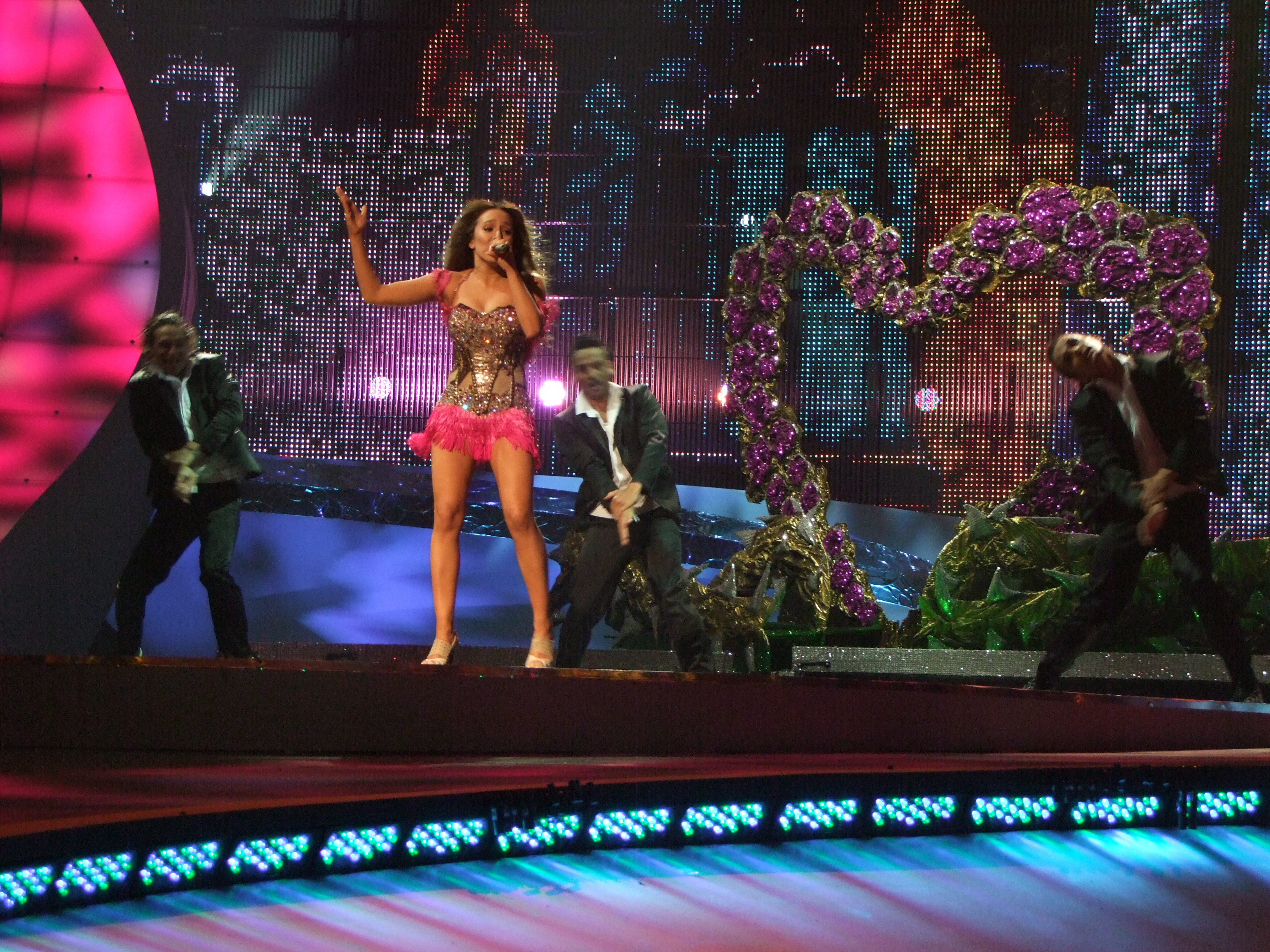
Kalomira tijdens haar halve finale, die ze uiteindelijk won.

Griekenland nam deel aan het Eurovisiesongfestival 2008 in Belgrado, Servië. Het was de 29ste deelname van het land op het Eurovisiesongfestival. ERT was verantwoordelijk voor de Griekse bijdrage voor de editie van 2008.

## Selectieprocedure
Om de Griekse inzending voor het Eurovisiesongfestival van 2008 te selecteren, werd door omroep ERT een nationale finale georganiseerd, getiteld A song to vote for. Deze vond op 27 februari 2008 plaats in de Athinon Arena in hoofdstad Athene en werd gepresenteerd door Betty en Mathildi Maggira. Drie artiesten traden aan en de winnaar werd uitgeroepen door een combinatie van jury (40%) en televoting/SMS (60%).

#### Uitslag
| Plaats | Artiest         | Lied               | Stemmen |
| ------ | --------------- | ------------------ | ------- |
| 1      | Kalomira        | Secret combination | 50,3%   |
| 2      | Kostas Martakis | Always and forever | 33,8%   |
| 3      | Chrispa         | A chance to love   | 15,9%   |

## In Belgrado
Dankzij de top 10-notering die het land een jaar eerder behaald had, waren de Grieken in 2008 aanvankelijk automatisch verzekerd van een plaats in de finale. Door een verandering van de regels (waarbij voortaan alleen nog de grote Eurovisielanden en het gastland een rechtstreekse finaleplaats kregen toebedeeld), moest Griekenland echter toch eerst aantreden in de halve finale. Dat was voor het eerst sinds 2004.
Het land trad op 20 mei 2008 aan in de eerste halve finale, waarbij Kalomira als 19de en laatste optrad, net na Rusland. Aan het einde van de avond werd duidelijk dat Griekenland een finaleplaats had behaald. Kalomira was op de eerste plaats geëindigd met 156 punten, waarbij vier landen haar het maximumaantal van 12 punten gaven. België en Nederland hadden in de halve finale respectievelijk 10 en 8 punten over voor de Griekse inzending.
In de finale moest Griekenland als 21ste optreden, na Azerbeidzjan en voor Spanje. Aan het einde van de puntentelling hadden de Grieken 218 punten verzameld, wat goed was voor de derde plaats achter Oekraïne en het winnende Rusland. Kalomira ontving zes keer het maximum van de punten. België en Nederland hadden in de finale respectievelijk 8 en 6 punten voor Griekenland over.

### Gekregen punten

#### Halve Finale
| 12 punten                                          | 10 punten                    | 8 punten                                       | 7 punten                       | 6 punten          |
| -------------------------------------------------- | ---------------------------- | ---------------------------------------------- | ------------------------------ | ----------------- |
| - Azerbeidzjan - Duitsland - Roemenië - San Marino | - Armenië - België - Ierland | - Bosnië en Herzegovina - Nederland - Slovenië | - Israël - Montenegro - Spanje | - Polen - Rusland |
| 5 punten                                           | 4 punten                     | 3 punten                                       | 2 punten                       | 1 punt            |
| - Andorra - Estland                                | - Moldavië - Noorwegen       | - Finland                                      |                                |                   |

#### Finale
| 12 punten                                                                    | 10 punten                      | 8 punten                                                              | 7 punten                          | 6 punten                                           |
| ---------------------------------------------------------------------------- | ------------------------------ | --------------------------------------------------------------------- | --------------------------------- | -------------------------------------------------- |
| - Albanië - Cyprus - Duitsland - Roemenië - San Marino - Verenigd Koninkrijk | - Bulgarije                    | - Andorra - Armenië - België - Hongarije - Servië                     | - Bosnië en Herzegovina - Turkije | - Azerbeidzjan - Montenegro - Nederland - Slovenië |
| 5 punten                                                                     | 4 punten                       | 3 punten                                                              | 2 punten                          | 1 punt                                             |
| - Kroatië - Israël - Tsjechië - Zwitserland                                  | - Georgië - Ierland - Moldavië | - Denemarken - Frankrijk - Noord-Macedonië - Polen - Rusland - Spanje | - Malta - Oekraïne - Wit-Rusland  | - Estland - Zweden                                 |

### Punten gegeven door Griekenland

#### Halve Finale 1
Punten gegeven in de halve finale:
| 12 punten | Armenië      |
| 10 punten | Rusland      |
| 8 punten  | Roemenië     |
| 7 punten  | Azerbeidzjan |
| 6 punten  | Finland      |
| 5 punten  | Israël       |
| 4 punten  | Moldavië     |
| 3 punten  | San Marino   |
| 2 punten  | Slovenië     |
| 1 punt    | Polen        |

#### Finale
Punten gegeven in de finale:
| 12 punten | Armenië      |
| 10 punten | Albanië      |
| 8 punten  | Spanje       |
| 7 punten  | Rusland      |
| 6 punten  | Oekraïne     |
| 5 punten  | Servië       |
| 4 punten  | Georgië      |
| 3 punten  | Azerbeidzjan |
| 2 punten  | Noorwegen    |
| 1 punt    | Israël       |

1974 · 1975 · 1976 · 1977 · 1978 · 1979 · 1980 · 1981 · 1982 · 1983 · 1984 · 1985 · 1986 · 1987 · 1988 · 1989 · 1990 · 1991 · 1992 · 1993 · 1994 · 1995 · 1996 · 1997 · 1998 · 1999-2000 · 2001 · 2002 · 2003 · 2004 · 2005 · 2006 · 2007 · 2008 · 2009 · 2010 · 2011 · 2012 · 2013 · 2014 · 2015 · 2016 · 2017 · 2018 · 2019 · 2020 · 2021 · 2022 · 2023 · 2024 · 2025